# HS 1700+6416
HS 1700+6416, également nommé QSO J1701+6412, et J1701+6412, est un lointain quasar très lumineux, techniquement hyperlumineux, situé dans la constellation du Dragon. Il a été découvert en 1989 par les astronomes allemands N. Bade et P. Witt lors d'une recherche de quasar dans les ultraviolets, HS 1700+6416 sera décrit dans leur article comme un quasar hyperlumineux avec une magnitude apparente de 16.1, (16.17, tel que mesurée par le satellite Gaïa). Basée sur son décalage vers le rouge (z = ~2.734 ± 0.01), tel que mesuré par le télescope infrarouge de l'Observatoire W. M. Keck, HS 1700+6416 se situe à ~3,76 milliards  d'a.l. (~1,15 milliard  de pc) de la Terre.

## Histoire observationnelle
À sa découverte en 1989, HS 1700+6416 était le deuxième quasar le plus lumineux dans les bandes optiques et le plus lumineux dans de courtes longueurs d'onde[évasif]. À cette époque, il était l'un des seuls quasars à posséder une structure de Lyman α ainsi que de fortes raies d'émission Lyman-alpha. L'émetteur Lyman-alpha serait dû à la recombinaison de l'hydrogène neutre présent dans le cœur galactique de HS 1700+6416.

## Source X
Des observations faites de 2002 à 2007 avec le XMM-Newton et le télescope spatial Chandra ont montré que HS 1700+6416 émet de fortes raies d'atomes d'hydrogène neutre fortement ionisé, ces raies semblent venir d'une région très dense (3 × 1023 cm-2) se déplaçant à grande vitesse, laissant suggérer qu'il s'agit de jets astrophysiques. Les observations ont montré que HS 17006419 varie fortement dans les rayons X à de faibles niveaux d'énergie, ces variations sont irrégulières et elles sont accompagnées de fortes raies d'atomes de fer fortement ionisé et d'hydrogène neutre, montrant qu'il s'agit bien de jets astrophysiques. Les pics de luminosité et les raies d'atomes semblent systématiquement être associés avec les jets de matière, montrant que le trou noir de HS 1700+6416 est en phase d'intense activité.

## Composition
En 1995, une spectroscopie sera faite à l'aide du télescope spatial Hubble, la spectroscopie relèvera de fortes raies de métaux très ionisés tels que HeI, OIII-OV, NIII, NIV, NeIII-NeVII, SIII-SV, soit plus de 16 raies d'atomes doublement et triplement ionisés, certaines raies d'émissions montrent la présence importante de fer et d'aluminium. Ces métaux seraient présent dans des nuages de gaz proches du trou noir central, le nuage de gaz serait ionisé par la chaleur du disque d'accrétion de HS 1700+6416. D'autre raies telles que OIII-OV montrent une présence d'oxygène triplement et quintuplement ionisés, ainsi qu'une petite partie de carbone.

## Propriétés physiques
La taille apparente corrélée à la distance de HS 1700+6416 montre que sa galaxie hôte mesure ~78 000 pc (~255 200 a.l.).
| Spectre           | Luminosité         |
| ----------------- | ------------------ |
| Rayon X           | 3.4112 L☉          |
| Ultraviolet       | 1.2314 L☉          |
| Optique           | 2.4014 ± 4.8013 L☉ |
| Proche infrarouge | 2.8213 ± 5.6512 L☉ |
| Infrarouge        | 1.6313 ± 3.2712 L☉ |